# Asociación Amateurs de Football

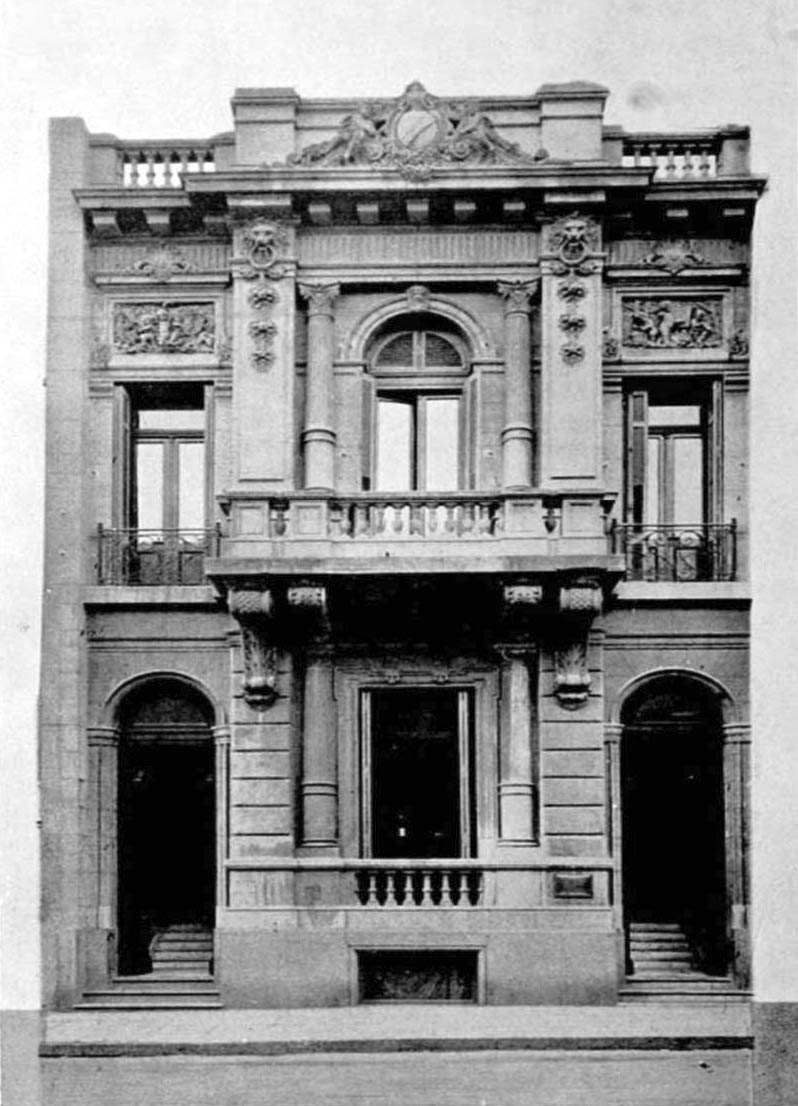
Edifício sede da associação

A Asociación Amateurs de Football foi uma liga dissidente, não reconhecida, na época, pela FIFA, desmembrada da Asociación Argentina de Football, que organizou campeonatos de futebol paralelos entre 1919 e 1926. Estes campeonatos foram reconhecidos, após a fusão, pela Asociación Amateurs Argentina de Football, antecessora da Asociación del Fútbol Argentino (AFA), e os vencedores dos torneio da Primeira Divisão receberam simbolicamente e retroativamente a Copa Campeonato. Consequentemente, suas competições são oficiais para o órgão regulador.

## Competições

### Primeira Divisão
Denominada Primera División
| Temp. | Campeão            | Vice-campeão                     | Terceiro colocado     |
| ----- | ------------------ | -------------------------------- | --------------------- |
| 1919  | Racing Club (26)   | Vélez Sarsfield (20)             | River Plate (16)      |
| 1920  | River Plate (56)   | Racing Club (54)                 | San Lorenzo (46)      |
| 1921  | Racing Club (66)   | River Plate (54)                 | Independiente (53)    |
| 1922  | Independiente (65) | River Plate (61)                 | San Lorenzo (60)      |
| 1923  | San Lorenzo (35)   | Independiente (32)               | River Plate (31)      |
| 1924  | San Lorenzo (39)   | Gimnasia y Esgrima La Plata (37) | Independiente (36)    |
| 1925  | Racing Club (39)   | San Lorenzo (36)                 | Sportivo Almagro (32) |
| 1926  | Independiente (46) | San Lorenzo (45)                 | Platense (37)         |

### Segunda Divisão
Denominada División Intermedia.
| Temp. | Campeão                 | Vice-campeão      | Terceiro colocado |
| ----- | ----------------------- | ----------------- | ----------------- |
| 1919  | Barracas Central        | Quilmes           | Desconhecido      |
| 1920  | General Mitre           | Liberal Argentino | Talleres (RdE)    |
| 1921  | Palermo                 | Villa Ballester   | Liberal Argentino |
| 1922  | Argentino del Sud       | Villa Ballester   | Desconhecido      |
| 1923  | Liberal Argentino       | Talleres (RdE)    | Não houve         |
| 1924  | Excursionistas          | Talleres (RdE)    | Não houve         |
| 1925  | Talleres (RdE)          | San Telmo         | Não houve         |
| 1926  | Honor y Pátria (Bernal) | San Telmo         | Não houve         |

### Terceira Divisão
Denominada Segunda División.
| Temp. | Campeão               | Vice-campeão                        | Terceiro colocado                   |
| ----- | --------------------- | ----------------------------------- | ----------------------------------- |
| 1919  | Sportivo Barracas III | Desconhecido                        | Desconhecido                        |
| 1920  | Oriente del Sud       | Racing III                          | Não houve                           |
| 1921  | Villa Crespo          | Rañó                                | América                             |
| 1922  | Nacional (Floresta)   | Desconhecido                        | Desconhecido                        |
| 1923  | Acassuso              | Almagro Central o Independiente III | Almagro Central o Independiente III |
| 1924  | Racing III            | Platense III                        | Unidos de Colombres                 |
| 1925  | Perla del Plata       | Sportivo Palermo                    | Não houve                           |
| 1926  | Racing III            | Sp. Villa Fischer                   | Não houve                           |

### Quarta Divisão
Denominada Tercera División.
| Temp. | Campeão             | Vice-campeão | Terceiro colocado |
| ----- | ------------------- | ------------ | ----------------- |
| 1919  | Racing Club         | Desconhecido | Desconhecido      |
| 1920  | Estudiantil Porteño | Desconhecido | Desconhecido      |
| 1921  | Almagro             | Desconhecido | Desconhecido      |
| 1922  | Vélez Sarsfield     | Desconhecido | Desconhecido      |
| 1923  | Platense            | Desconhecido | Desconhecido      |
| 1924  | Platense            | Desconhecido | Desconhecido      |
| 1925  | Sportivo Alsina     | Desconhecido | Desconhecido      |
| 1926  | Platense            | Desconhecido | Desconhecido      |